# 賴辰山
46°56′12″N 9°51′0.9″E / 46.93667°N 9.850250°E
賴辰山（Rätschenhorn），是瑞士的山峰，位於該國東南部，由格勞賓登州負責管轄，屬於雷蒂孔山的一部分，處於馬德里薩山以西，海拔高度2,703米，每年平均降雨量1,729毫米。